# Joanie Dodds
Joanie Dodds là một người mẫu của nước Mỹ. Hiện giờ cô đang sống tại Hollywood, California. Được biết là người về nhì mùa thi thứ 6 của chương trình America's Next Top Model.

## Thuở nhỏ
Joanie sinh ngày 20-9-1981 là chị cả của bốn đứa em, gồm ba người con trai và hai người con gái kế. Cô sinh ra tại Beaver Falls, sống tại Rawson trong vòng bảy năm, tốt nghiệp trung học Cory-Rawson. Cha mẹ Joanie li dị khi cô 3 tuổi. Khiến Joanie phải tạm thời chia xa cô em gái Jennifer của mình. Sau đó cả cha lẫn mẹ Joanie đều tái hôn.

## Học tập
Ở Trung học, Joanie được biết đến như một cô gái vui vẻ, hay pha trò cho bạn bè nhưng chưa bao giờ nổi tiếng. Đến khi cô học năm cuối và chuyển đến Rawson, Ohio. Cô bắt đầu trở nên nổi tiếng trong trường và được nhiều người biết đến. Joanie đã tham gia đội cổ động, đội kịch, đội hợp xướng và hội học sinh. Cô làm hội phó hội học sinh và hội phó đội hợp xướng.
Joanie đã chơi saxophone và piano gần 15 năm và tham dự vài buổi biểu diễn khi lớp 10. Sau khi tốt nghiệp trung học, cô vào học tại đại học Findlay. Giữ vai trò khá quan trọng trong trường. Trong thời gian học đại học Joanie tham gia một vài hoạt động âm nhạc. Sau đó rời trường đại học để đi theo nghiệp người mẫu

## America's Next Top Model
Joanie được phát hiện tại một chương trình ProScout tại Columbus tháng 9 năm 2001. Joanie ký hợp đồng với công ty Paulines ở New York và Aria ở Chicago. Cô đã từng trình diễn trên tất cả những sàn catwalk tại New York, Chicago, Pittsburgh, Cleveland trước khi tham gia ANTM năm 2003 và năm 2004. Cả hai lần đều không được chọn. Nhưng cuối cùng cô cũng được xuất hiện vào lần thứ ba.
Từ khi bắt đầu cuộc thi, khi nhìn vào những tấm hình của Joanie, Tyra đã nói rằng "Joanie không thể nào chụp được những tấm hình xấu", và đó là sự thật, Joanie trở thành một trong hai người cuối cùng của Cycle 6. Nhưng đã bị Danielle Evans đánh bại. Nhưng Joanie trở thành người đã có đến ba kỉ lục trong lịch sử ANTM. Cô là người duy nhất không hề xuất hiện ở bottom 2 mà vẫn trở thành người về nhì (sau này còn có Jaslene Gonzalez và Anya Kop), Joanie được gọi đầu 5 lần (tương tự Anya Kop mùa thi thứ 10).

## Sự nghiệp người mẫu
Sau cuộc thi Joanie Dodds từng làm người mẫu cho nhiều hãng như I models International tại Print, L.A models. Cô cũng từng làm người mẫu cho GQ, Elle Girl, Go, Maniac, "Pittsburgh Magazine", "Improper Bostonian", "Entertainment Weekly", Active Endeavors Online, MB Pure Mineral Make-up, Gavin Pants, và Zandra Rhodes Handbag Collection.
Trong trang MySpace của mình, Joanie nói rằng cô sẽ xuất hiện trong vài tập của Orange Country. Cô cũng xuất hiện trong rất nhiều quảng cáo của Pepsi, Budeiser, Heineken và cô còn xuất hiện trong các show truyền hình như America’s Next Top Model – Những tuần xuất sắc nhất, làm người mẫu cho chương trình House of Dereon trong The Tyra Banks show, làm khách mời trong mùa thứ tám và mùa thứ mười của American’s Next Top Model. Cô cũng xuất hiện trong chương trình buổi sáng của KTLA để quảng bá xu hướng mới mùa hè.

## Hoạt động khác
Joanie xuất hiện trong mùa thứ 8 tham gia chụp ảnh cùng với thí sinh Renne.Lần cuối cô tham gia America's Next Top Model là ở tập 1 của mùa thi thứ 10 để cổ vũ cho các thí sinh mới. Tham gia cùng họ có:Furonda (mùa thi thứ 6),Amanda Babin and Michelle Babin (mùa thi thứ 7), Jael (mùa thi thứ 8).